# 1810 en philosophie
Chronologie de la philosophie
- 1806
- 1807
- 1808
- 1809
- 1810
- 1811
- 1812
- 1813
- 1814

L’année 1810 a été marquée, en philosophie, par les événements suivants :

## Cours
- Propédeutique : cours donnés par Hegel à Nuremberg de 1809 à 1811.

## Décès
- Nāgoji Bhaṭṭa (devanāgarī: नागोजि भट्ट) ou Nāgeśa Bhaṭṭa aussi appelé Nāgoji Dīkṣita (né en 1730)[1] était un grammairien et un philosophe indien qui vivait à Varanasi[2]. Il est l'auteur d'une série de commentaires concernant toutes les œuvres de Patañjali, qu'il considérait comme un auteur unique[3].